# تينو (جزيرة)
تينو (بالإيطالية: Tino) هي جزيرة إيطالية تقع في البحر الليغوري في أقصى غرب خليج لا سبيتسيا وهي جزء من أرخبيل من ثلاث جزر متقاربة تبرز جنوبًا من البر الرئيسي في بورتوفينيري، أكبرها الثلاثة، بالماريا تقع في الشمال وتينيتو الصغيرة في الجنوب. في عام 1997 تم تصنيف الأرخبيل، جنبًا إلى جنب مع بورتوفينيري وسينك تير، من قبل اليونسكو كموقع للتراث العالمي.

## تاريخ
يقال إن القديس الراعي لخليج لا سبيتسيا، القديس فينيريوس (سان فينيريو) عاش في الجزيرة كناسك، ثم كرئيس دير حتى وفاته عام 630. يتم الاحتفال بعيده هنا سنويًا في 13 سبتمبر ويُعتقد أنه شُيِّد معبد مقدس في مكان وفاة فينيريو لاحتواء رفاته، وقد امتد ليشمل ديرًا في القرن الحادي عشر حيث يمكن رؤية بقايا الديرعلى الساحل الشمالي للجزيرة.
اليوم الجزيرة، هي جزء من منطقة عسكرية تعلوها منارة سان فينيريو.

## في الثقافة الشعبية
كانت إيزولا ديل ماري في فيلم الرسوم المتحركة لعام 2021 مستوحاة من تينو.